# Aponema westindicum
Aponema westindicum is een rondwormensoort uit de familie van de Microlaimidae. De wetenschappelijke naam van de soort is voor het eerst geldig gepubliceerd in 2009 door Kovalyev & Miljutina.